# Diocesi di Caltanissetta

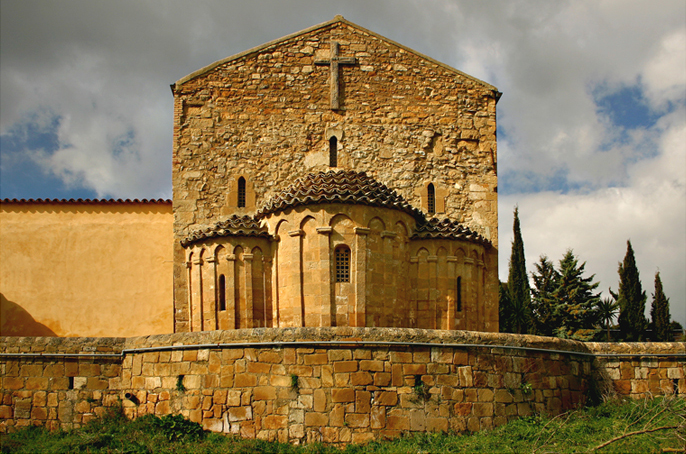
L'abbazia di Santo Spirito di Caltanissetta.

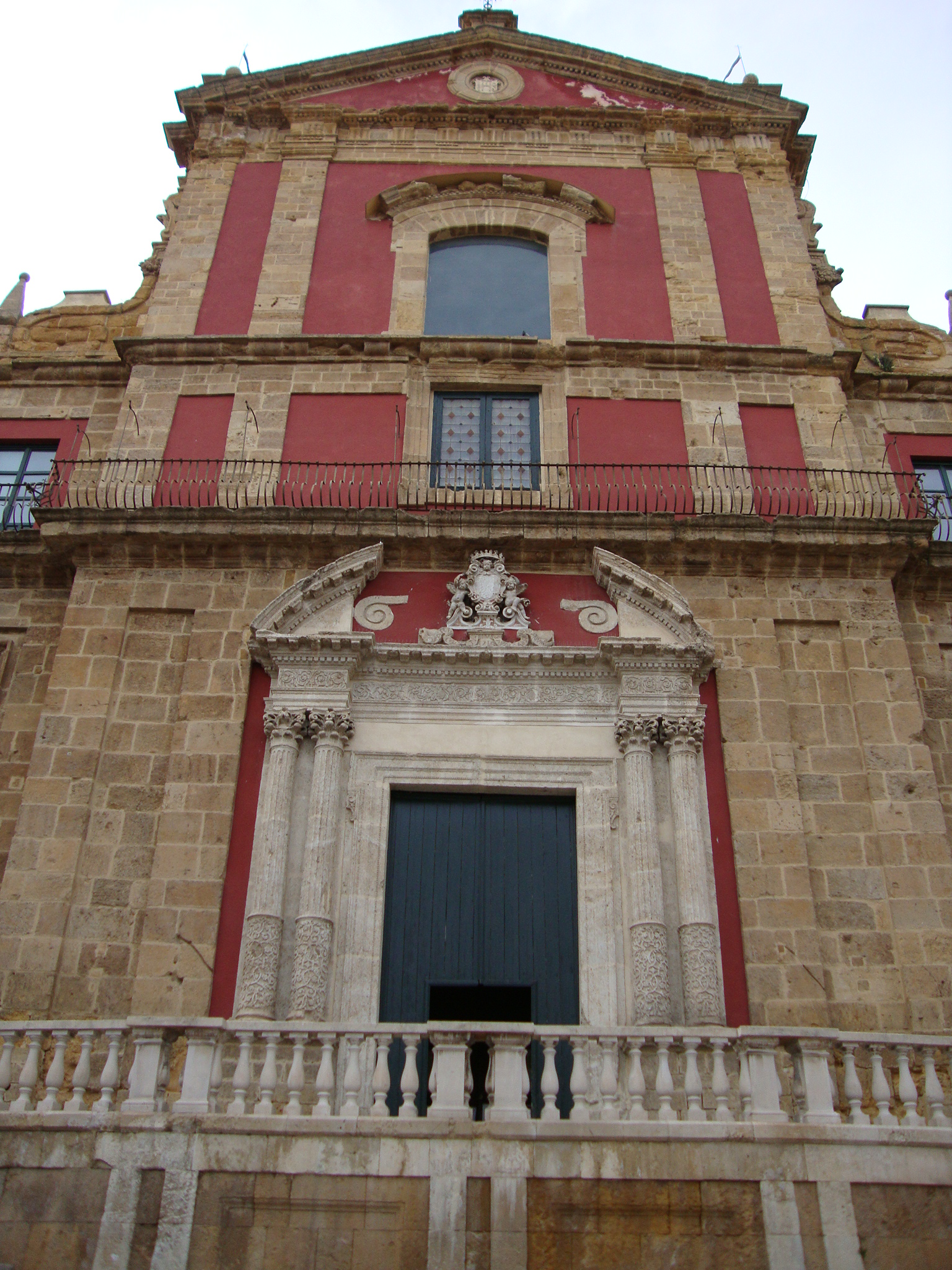
Facciata della chiesa di Sant'Agata al Collegio.

La diocesi di Caltanissetta (in latino Dioecesis Calatanisiadensis) è una sede della Chiesa cattolica in Italia suffraganea dell'arcidiocesi di Agrigento appartenente alla regione ecclesiastica Sicilia. Nel 2023 contava 160.700 battezzati su 162.100 abitanti. È retta dal vescovo Mario Russotto.

## Territorio
La diocesi comprende 17 dei 22 comuni dell'omonimo libero consorzio comunale (Caltanissetta, Acquaviva Platani, Bompensiere, Campofranco, Delia, Marianopoli, Milena, Montedoro, Mussomeli, Resuttano, San Cataldo, Santa Caterina Villarmosa, Serradifalco, Sommatino, Sutera, Vallelunga Pratameno, Villalba) e il comune di Calascibetta facente parte del libero consorzio comunale di Enna.
Sede vescovile è la città di Caltanissetta, dove si trova la cattedrale di Santa Maria la Nova.

### Vicariati e parrocchie
Il territorio si estende su 1.121 km² ed è suddiviso in 69 parrocchie raggruppate in 4 vicariati. In diocesi si trovano anche 80 rettorie e 28 cappelle private (oratori). I vicariati sono:
- il vicariato di Caltanissetta comprende la sola città episcopale con le sue 24 parrocchie;
- il vicariato di San Cataldo comprende i comuni di San Cataldo, Delia, Montedoro, Serradifalco e Sommatino;
- il vicariato di Mussomeli comprende i comuni di Mussomeli, Acquaviva Platani, Bompensiere, Campofranco, Milena, Sutera, Vallelunga Pratameno e Villalba;
- il vicariato di Calascibetta comprende i comuni di Calascibetta, Marianopoli, Resuttano e Santa Caterina Villarmosa.

## Storia
La nascita della diocesi di Caltanissetta faceva parte del piano di ampliamento delle diocesi siciliane per favorire la cura pastorale delle popolazioni, deciso dal parlamento di Sicilia e presentato al re Ferdinando III il 5 aprile 1778. L'iter di fondazione delle nuove diocesi fu interrotto durante il periodo della rivoluzione francese e ripreso dal parlamento siciliano il 24 marzo 1802, che portò alla nascita delle diocesi di Caltagirone (1816), di Piazza Armerina e di Nicosia (1817).
Nel 1819 Caltanissetta divenne capoluogo di provincia. L'anno successivo il deputato nisseno Giuseppe Cinnarella presentava ufficialmente al parlamento napoletano la richiesta di erigere la propria città a sede vescovile. Nel dicembre 1822 fu avanzata una supplica al re Ferdinando I, istanza che si basava sull'articolo 3 del concordato del 1818, che prevedeva un incremento delle diocesi siciliane, e sulla necessità, per motivi pastorali, di frazionare la diocesi di Agrigento. Fu così dato l'avvio all'iter di fondazione della nuova diocesi, con il consenso del vescovo agrigentino Pietro Maria D'Agostino; tuttavia intoppi burocratici e l'obbligo di garantire i fondi necessari per il mantenimento delle strutture diocesane procrastinarono di un paio di decenni la decisione finale.
La diocesi di Caltanissetta fu eretta il 25 maggio 1844 con la bolla Ecclesiae universalis di papa Gregorio XVI. Il territorio fu ricavato per lo più dalla diocesi di Agrigento, mentre dalla diocesi di Cefalù fu scorporata Vallelunga Pratameno e dalla diocesi di Nicosia furono annesse Resuttano e Marianopoli.
Fu il vescovo Giovanni Battista Guttadauro di Reburdone a dare un'impronta indelebile alla diocesi, reggendola per quasi mezzo secolo. Fondò il seminario diocesano e l'Accademia di San Tommaso d'Aquino per la formazione del clero. Incoraggiò da un lato la pietà popolare, con le iniziative dei mesi mariani di maggio e di ottobre e la devozione eucaristica, dall'altro si occupò delle questioni sociali, in linea con il magistero di papa Leone XIII. Durante il concilio Vaticano I si schierò tra gli antinfallibilisti, ma successivamente aderì al dogma dell'infallibilità papale.
Il successore, Ignazio Zuccaro (1896-1906), fu falsamente accusato presso la Santa Sede che, dopo un'indagine condotta dal visitatore apostolico Ernesto Bresciani, fu sollevato dal suo ufficio episcopale e costretto a dare le dimissioni; gli succedette Antonio Augusto Intreccialagli (1907-1914), che dimostrò false le accuse e superficiale il giudizio dato dal visitatore apostolico. Durante l'episcopato di Giovanni Jacono, nel 1943, a Caltanissetta fu fondata la Democrazia Cristiana.
Importante fu anche la figura del vescovo Alfredo Maria Garsia (1973-2003), che si dedicò in particolare alla difesa della dignità umana. Fondò l'istituto teologico "Mons. Guttadauro" per la formazione dei futuri presbiteri e l'Istituto di scienze religiose "Sant'Agostino" per i laici. Fu durante il suo episcopato che si celebrò il primo sinodo diocesano, nel 1989.
Il riconoscimento civile della diocesi è arrivato con il decreto del Ministero dell'interno del 24 febbraio 1987, pubblicato nel supplemento della Gazzetta Ufficiale del 18 marzo 1987.
Nel 1993 la diocesi ricevette in visita pastorale papa Giovanni Paolo II.
Fu suffraganea dell'arcidiocesi di Monreale fino al 2000, quando entrò nella nuova provincia ecclesiastica di Agrigento.
Dal 2022 la diocesi nissena collabora con il progetto del Primo parco mondiale dello stile di vita mediterraneo.

## Cronotassi dei vescovi
Si omettono i periodi di sede vacante non superiori ai 2 anni o non storicamente accertati.
- Antonino Maria Stromillo, C.R. † (20 gennaio 1845 - 7 gennaio 1858 deceduto)
- Giovanni Battista Guttadauro di Reburdone † (23 dicembre 1858 - 26 aprile 1896 deceduto)
- Ignazio Zuccaro † (22 giugno 1896 - 30 aprile 1906 dimesso[4])
- Antonio Augusto Intreccialagli, O.C.D. † (24 luglio 1907 - 16 marzo 1914 nominato arcivescovo coadiutore di Monreale[5])
  - Sede vacante (1914-1921)
- Giovanni Jacono † (18 marzo 1921 - 2 ottobre 1956 dimesso[6])
- Francesco Monaco † (2 ottobre 1956 succeduto - 21 dicembre 1973 ritirato)
- Alfredo Maria Garsia † (21 dicembre 1973 - 2 agosto 2003 ritirato)
- Mario Russotto, dal 2 agosto 2003

## Vescovi originari della diocesi
- Luigi Giamporcaro (San Cataldo, 1787 - 1854), vescovo di Lacedonia, vescovo di Monopoli
- Giuseppe Guarino (Montedoro, 1827 - Messina, 1897), arcivescovo di Siracusa, arcivescovo di Messina
- Ferdinando Fiandaca (Santa Caterina Villarmosa, 1857 - Santa Caterina Villarmosa, 1941), vescovo di Nicosia, vescovo di Patti
- Giuseppe Scarlata (Villalba, 1858 - Muro Lucano, 1935), vescovo di Muro Lucano
- Nicola Maria Audino, (Vallelunga Pratameno 1861 - 1933), vescovo di Lipari, vescovo di Mazara del Vallo
- Alberto Vassallo di Torregrossa (San Cataldo, 1865 - 1959), arcivescovo titolare di Emesa e nunzio apostolico in Argentina, Paraguay e Baviera
- Eugenio Giambro (Calascibetta, 1866 - 1960), vescovo di Sarsina, vescovo di Nicastro
- Pietro Capizzi (Calascibetta, 1880 - Calascibetta, 1961), vescovo di Campagna, vescovo di Caltagirone
- Luigi Cammarata (San Cataldo, 1885 - 1950), vescovo titolare di Cesarea di Mauretania e prelato di Santa Lucia del Mela
- Giovanni Rizzo (Montedoro, 1890 - 1980), vescovo ausiliare di Palermo, arcivescovo di Rossano
- Angelo Rizzo (Montedoro, 1906 - Montedoro, 2009), vescovo di Ragusa
- Salvatore Paruzzo (Montedoro, 1945), vescovo di Ourinhos
- Antonino Migliore (Serradifalco, 1946), vescovo di Coxim
- Cataldo Naro (San Cataldo, 1951 - Monreale, 2006), arcivescovo di Monreale
- Francesco Lomanto (Mussomeli, 1962), arcivescovo di Siracusa
- Giuseppe La Placa (Resuttano, 1962), vescovo di Ragusa
- Salvatore Rumeo (Caltanissetta, 1966), vescovo di Noto

## Statistiche
La diocesi nel 2023 su una popolazione di 162.100 persone contava 160.700 battezzati, corrispondenti al 99,1% del totale.
| anno | popolazione | popolazione | popolazione | presbiteri | presbiteri | presbiteri | presbiteri                | diaconi | religiosi | religiosi | parrocchie |
| anno | battezzati  | totale      | %           | numero     | secolari   | regolari   | battezzati per presbitero | diaconi | uomini    | donne     | parrocchie |
| ---- | ----------- | ----------- | ----------- | ---------- | ---------- | ---------- | ------------------------- | ------- | --------- | --------- | ---------- |
| 1950 | 184.500     | 185.000     | 99,7        | 177        | 153        | 24         | 1.042                     |         | 40        | 440       | 31         |
| 1959 | 190.773     | 191.273     | 99,7        | 181        | 147        | 34         | 1.053                     |         | 52        | 475       | 49         |
| 1970 | 190.000     | 190.800     | 99,6        | 169        | 130        | 39         | 1.124                     |         | 49        | 544       | 61         |
| 1980 | 158.500     | 159.600     | 99,3        | 180        | 133        | 47         | 880                       |         | 55        | 420       | 68         |
| 1990 | 150.700     | 155.370     | 97,0        | 152        | 125        | 27         | 991                       | 1       | 34        | 319       | 69         |
| 1999 | 152.300     | 154.044     | 98,9        | 136        | 111        | 25         | 1.119                     | 5       | 28        | 265       | 62         |
| 2000 | 151.250     | 153.095     | 98,8        | 135        | 111        | 24         | 1.120                     | 7       | 27        | 260       | 62         |
| 2001 | 151.050     | 153.050     | 98,7        | 125        | 103        | 22         | 1.208                     | 7       | 25        | 255       | 62         |
| 2002 | 153.000     | 154.044     | 99,3        | 124        | 103        | 21         | 1.233                     | 8       | 24        | 250       | 62         |
| 2003 | 153.000     | 154.040     | 99,3        | 125        | 104        | 21         | 1.224                     | 8       | 23        | 180       | 56         |
| 2004 | 153.000     | 154.050     | 99,3        | 125        | 105        | 20         | 1.224                     | 8       | 22        | 172       | 56         |
| 2006 | 150.500     | 151.818     | 99,1        | 124        | 108        | 16         | 1.213                     | 8       | 18        | 166       | 56         |
| 2013 | 164.000     | 166.874     | 98,3        | ?          | 13         | ?          | ?                         | 13      | 23        | 219       | 57         |
| 2016 | 166.700     | 167.500     | 99,5        | 121        | 102        | 19         | 1.377                     | 14      | 38        | 202       | 69         |
| 2019 | 164.200     | 166.000     | 98,9        | 115        | 104        | 11         | 1.427                     | 12      | 19        | 185       | 69         |
| 2021 | 162.214     | 163.614     | 99,1        | 110        | 95         | 15         | 1.474                     | 14      | 25        | 147       | 69         |
| 2023 | 160.700     | 162.100     | 99,1        | 112        | 98         | 14         | 1.434                     | 15      | 31        | 130       | 69         |